# Josef Kling
Pour les articles homonymes, voir Kling.
Josef Kling (19 mars 1811 à Mayence – 1er décembre 1876 à Londres) est un joueur d'échecs allemand et un compositeur d'études d'échecs.

## Biographie
Il était à l'origine musicien d'église et professeur de musique. En 1834, il s'installa à Paris où il gagna sa vie en jouant aux échecs au café de la Régence. En 1837, il se fixa à Londres.
En 1836, il publia dans la revue d'échecs Le Palamède une analyse qui devint célèbre : la finale tour et fou contre tour. Howard Staunton la reprit en 1847 dans son ouvrage Chess Player's Handbook. En 1849, Kling publia sous le titre The Chess Euclid, une suite de 214 problèmes d'échecs. Il fit paraître avec Bernhard Horwitz en 1851 Chess studies un livre consacré à Staunton qui contenait surtout des études de finales. Dans un compte-rendu de ce livre, le baron Tassilo von Heydebrand und der Lasa expliquait ainsi la différence entre le problème et l'étude : les problèmes sont très appréciés, mais les positions s'en distinguent par le fait qu'elles sont extrêmement naturelles et par là qu'on peut facilement les rencontrer dans les fins de partie réelles. De plus la tâche à résoudre, parfois très difficile, ne consiste pas à obtenir le mat en un nombre de coups déterminés mais seulement à parvenir à une position favorable, et le nombre de coups a moins d'importance.
Entre 1851 et 1853, Kling et Horwitz firent paraître la revue The Chess Player dans laquelle ils publièrent de nouvelles études. Le 1er juin 1852, Kling ouvrit à Londres dans New Oxford Street le café d'échecs Kling's Chess and Coffee Rooms, qui exista jusqu'en 1859 et fut souvent fréquenté entre autres par William Davies Evans. Kling resta présent jusqu'à sa mort sur la scène des échecs et fut membre honoraire du City of London Chess Club.

## Une étude de Josef Kling
|   | a | b | c | d | e | f | g | h |   |
| 8 | Dame blanche sur case blanche a8 · Tour noire sur case noire f4 · Roi blanc sur case noire e3 · Tour noire sur case noire h2 · Roi noir sur case noire e1 | Dame blanche sur case blanche a8 · Tour noire sur case noire f4 · Roi blanc sur case noire e3 · Tour noire sur case noire h2 · Roi noir sur case noire e1 | Dame blanche sur case blanche a8 · Tour noire sur case noire f4 · Roi blanc sur case noire e3 · Tour noire sur case noire h2 · Roi noir sur case noire e1 | Dame blanche sur case blanche a8 · Tour noire sur case noire f4 · Roi blanc sur case noire e3 · Tour noire sur case noire h2 · Roi noir sur case noire e1 | Dame blanche sur case blanche a8 · Tour noire sur case noire f4 · Roi blanc sur case noire e3 · Tour noire sur case noire h2 · Roi noir sur case noire e1 | Dame blanche sur case blanche a8 · Tour noire sur case noire f4 · Roi blanc sur case noire e3 · Tour noire sur case noire h2 · Roi noir sur case noire e1 | Dame blanche sur case blanche a8 · Tour noire sur case noire f4 · Roi blanc sur case noire e3 · Tour noire sur case noire h2 · Roi noir sur case noire e1 | Dame blanche sur case blanche a8 · Tour noire sur case noire f4 · Roi blanc sur case noire e3 · Tour noire sur case noire h2 · Roi noir sur case noire e1 | 8 |
| 7 | Dame blanche sur case blanche a8 · Tour noire sur case noire f4 · Roi blanc sur case noire e3 · Tour noire sur case noire h2 · Roi noir sur case noire e1 | Dame blanche sur case blanche a8 · Tour noire sur case noire f4 · Roi blanc sur case noire e3 · Tour noire sur case noire h2 · Roi noir sur case noire e1 | Dame blanche sur case blanche a8 · Tour noire sur case noire f4 · Roi blanc sur case noire e3 · Tour noire sur case noire h2 · Roi noir sur case noire e1 | Dame blanche sur case blanche a8 · Tour noire sur case noire f4 · Roi blanc sur case noire e3 · Tour noire sur case noire h2 · Roi noir sur case noire e1 | Dame blanche sur case blanche a8 · Tour noire sur case noire f4 · Roi blanc sur case noire e3 · Tour noire sur case noire h2 · Roi noir sur case noire e1 | Dame blanche sur case blanche a8 · Tour noire sur case noire f4 · Roi blanc sur case noire e3 · Tour noire sur case noire h2 · Roi noir sur case noire e1 | Dame blanche sur case blanche a8 · Tour noire sur case noire f4 · Roi blanc sur case noire e3 · Tour noire sur case noire h2 · Roi noir sur case noire e1 | Dame blanche sur case blanche a8 · Tour noire sur case noire f4 · Roi blanc sur case noire e3 · Tour noire sur case noire h2 · Roi noir sur case noire e1 | 7 |
| 6 | Dame blanche sur case blanche a8 · Tour noire sur case noire f4 · Roi blanc sur case noire e3 · Tour noire sur case noire h2 · Roi noir sur case noire e1 | Dame blanche sur case blanche a8 · Tour noire sur case noire f4 · Roi blanc sur case noire e3 · Tour noire sur case noire h2 · Roi noir sur case noire e1 | Dame blanche sur case blanche a8 · Tour noire sur case noire f4 · Roi blanc sur case noire e3 · Tour noire sur case noire h2 · Roi noir sur case noire e1 | Dame blanche sur case blanche a8 · Tour noire sur case noire f4 · Roi blanc sur case noire e3 · Tour noire sur case noire h2 · Roi noir sur case noire e1 | Dame blanche sur case blanche a8 · Tour noire sur case noire f4 · Roi blanc sur case noire e3 · Tour noire sur case noire h2 · Roi noir sur case noire e1 | Dame blanche sur case blanche a8 · Tour noire sur case noire f4 · Roi blanc sur case noire e3 · Tour noire sur case noire h2 · Roi noir sur case noire e1 | Dame blanche sur case blanche a8 · Tour noire sur case noire f4 · Roi blanc sur case noire e3 · Tour noire sur case noire h2 · Roi noir sur case noire e1 | Dame blanche sur case blanche a8 · Tour noire sur case noire f4 · Roi blanc sur case noire e3 · Tour noire sur case noire h2 · Roi noir sur case noire e1 | 6 |
| 5 | Dame blanche sur case blanche a8 · Tour noire sur case noire f4 · Roi blanc sur case noire e3 · Tour noire sur case noire h2 · Roi noir sur case noire e1 | Dame blanche sur case blanche a8 · Tour noire sur case noire f4 · Roi blanc sur case noire e3 · Tour noire sur case noire h2 · Roi noir sur case noire e1 | Dame blanche sur case blanche a8 · Tour noire sur case noire f4 · Roi blanc sur case noire e3 · Tour noire sur case noire h2 · Roi noir sur case noire e1 | Dame blanche sur case blanche a8 · Tour noire sur case noire f4 · Roi blanc sur case noire e3 · Tour noire sur case noire h2 · Roi noir sur case noire e1 | Dame blanche sur case blanche a8 · Tour noire sur case noire f4 · Roi blanc sur case noire e3 · Tour noire sur case noire h2 · Roi noir sur case noire e1 | Dame blanche sur case blanche a8 · Tour noire sur case noire f4 · Roi blanc sur case noire e3 · Tour noire sur case noire h2 · Roi noir sur case noire e1 | Dame blanche sur case blanche a8 · Tour noire sur case noire f4 · Roi blanc sur case noire e3 · Tour noire sur case noire h2 · Roi noir sur case noire e1 | Dame blanche sur case blanche a8 · Tour noire sur case noire f4 · Roi blanc sur case noire e3 · Tour noire sur case noire h2 · Roi noir sur case noire e1 | 5 |
| 4 | Dame blanche sur case blanche a8 · Tour noire sur case noire f4 · Roi blanc sur case noire e3 · Tour noire sur case noire h2 · Roi noir sur case noire e1 | Dame blanche sur case blanche a8 · Tour noire sur case noire f4 · Roi blanc sur case noire e3 · Tour noire sur case noire h2 · Roi noir sur case noire e1 | Dame blanche sur case blanche a8 · Tour noire sur case noire f4 · Roi blanc sur case noire e3 · Tour noire sur case noire h2 · Roi noir sur case noire e1 | Dame blanche sur case blanche a8 · Tour noire sur case noire f4 · Roi blanc sur case noire e3 · Tour noire sur case noire h2 · Roi noir sur case noire e1 | Dame blanche sur case blanche a8 · Tour noire sur case noire f4 · Roi blanc sur case noire e3 · Tour noire sur case noire h2 · Roi noir sur case noire e1 | Dame blanche sur case blanche a8 · Tour noire sur case noire f4 · Roi blanc sur case noire e3 · Tour noire sur case noire h2 · Roi noir sur case noire e1 | Dame blanche sur case blanche a8 · Tour noire sur case noire f4 · Roi blanc sur case noire e3 · Tour noire sur case noire h2 · Roi noir sur case noire e1 | Dame blanche sur case blanche a8 · Tour noire sur case noire f4 · Roi blanc sur case noire e3 · Tour noire sur case noire h2 · Roi noir sur case noire e1 | 4 |
| 3 | Dame blanche sur case blanche a8 · Tour noire sur case noire f4 · Roi blanc sur case noire e3 · Tour noire sur case noire h2 · Roi noir sur case noire e1 | Dame blanche sur case blanche a8 · Tour noire sur case noire f4 · Roi blanc sur case noire e3 · Tour noire sur case noire h2 · Roi noir sur case noire e1 | Dame blanche sur case blanche a8 · Tour noire sur case noire f4 · Roi blanc sur case noire e3 · Tour noire sur case noire h2 · Roi noir sur case noire e1 | Dame blanche sur case blanche a8 · Tour noire sur case noire f4 · Roi blanc sur case noire e3 · Tour noire sur case noire h2 · Roi noir sur case noire e1 | Dame blanche sur case blanche a8 · Tour noire sur case noire f4 · Roi blanc sur case noire e3 · Tour noire sur case noire h2 · Roi noir sur case noire e1 | Dame blanche sur case blanche a8 · Tour noire sur case noire f4 · Roi blanc sur case noire e3 · Tour noire sur case noire h2 · Roi noir sur case noire e1 | Dame blanche sur case blanche a8 · Tour noire sur case noire f4 · Roi blanc sur case noire e3 · Tour noire sur case noire h2 · Roi noir sur case noire e1 | Dame blanche sur case blanche a8 · Tour noire sur case noire f4 · Roi blanc sur case noire e3 · Tour noire sur case noire h2 · Roi noir sur case noire e1 | 3 |
| 2 | Dame blanche sur case blanche a8 · Tour noire sur case noire f4 · Roi blanc sur case noire e3 · Tour noire sur case noire h2 · Roi noir sur case noire e1 | Dame blanche sur case blanche a8 · Tour noire sur case noire f4 · Roi blanc sur case noire e3 · Tour noire sur case noire h2 · Roi noir sur case noire e1 | Dame blanche sur case blanche a8 · Tour noire sur case noire f4 · Roi blanc sur case noire e3 · Tour noire sur case noire h2 · Roi noir sur case noire e1 | Dame blanche sur case blanche a8 · Tour noire sur case noire f4 · Roi blanc sur case noire e3 · Tour noire sur case noire h2 · Roi noir sur case noire e1 | Dame blanche sur case blanche a8 · Tour noire sur case noire f4 · Roi blanc sur case noire e3 · Tour noire sur case noire h2 · Roi noir sur case noire e1 | Dame blanche sur case blanche a8 · Tour noire sur case noire f4 · Roi blanc sur case noire e3 · Tour noire sur case noire h2 · Roi noir sur case noire e1 | Dame blanche sur case blanche a8 · Tour noire sur case noire f4 · Roi blanc sur case noire e3 · Tour noire sur case noire h2 · Roi noir sur case noire e1 | Dame blanche sur case blanche a8 · Tour noire sur case noire f4 · Roi blanc sur case noire e3 · Tour noire sur case noire h2 · Roi noir sur case noire e1 | 2 |
| 1 | Dame blanche sur case blanche a8 · Tour noire sur case noire f4 · Roi blanc sur case noire e3 · Tour noire sur case noire h2 · Roi noir sur case noire e1 | Dame blanche sur case blanche a8 · Tour noire sur case noire f4 · Roi blanc sur case noire e3 · Tour noire sur case noire h2 · Roi noir sur case noire e1 | Dame blanche sur case blanche a8 · Tour noire sur case noire f4 · Roi blanc sur case noire e3 · Tour noire sur case noire h2 · Roi noir sur case noire e1 | Dame blanche sur case blanche a8 · Tour noire sur case noire f4 · Roi blanc sur case noire e3 · Tour noire sur case noire h2 · Roi noir sur case noire e1 | Dame blanche sur case blanche a8 · Tour noire sur case noire f4 · Roi blanc sur case noire e3 · Tour noire sur case noire h2 · Roi noir sur case noire e1 | Dame blanche sur case blanche a8 · Tour noire sur case noire f4 · Roi blanc sur case noire e3 · Tour noire sur case noire h2 · Roi noir sur case noire e1 | Dame blanche sur case blanche a8 · Tour noire sur case noire f4 · Roi blanc sur case noire e3 · Tour noire sur case noire h2 · Roi noir sur case noire e1 | Dame blanche sur case blanche a8 · Tour noire sur case noire f4 · Roi blanc sur case noire e3 · Tour noire sur case noire h2 · Roi noir sur case noire e1 | 1 |
|   | a | b | c | d | e | f | g | h |   |

### Solution
Première possibilité
1. ...Ta4 2. Dxa4
2. ...Th3+ 3. Re4
3. ...Th4 gagne
Seconde possibilité
2. Dc8 évite le mat en h3.
2. ...Th3+ 3. Dxh3
3. ...Ta3 gagne